# Alfred Jacobson
Pour les articles homonymes, voir Jacobson.
Alfred Jacobson, né le 22 juillet 1883 à Rotterdam (Pays-Bas) et mort le 6 juillet 1976 dans le 8e arrondissement de Paris, est un ingénieur, militaire et résistant français.

## Biographie

### Famille
Alfred Léon Jacobson est le fils d'Alexander Jacobson, commerçant à Rotterdam puis agent général de compagnie maritime, et de Rosa Fleck,. Il est issu d'une famille juive,,, vivant aux Pays-Bas depuis plusieurs siècles.
La famille Jacobson s'installe à Paris à la fin du XIXe siècle.
Alfred Jacobson a cinq frères et sœurs, dont Max Jacobson (1890-1981), centralien, résistant et commandeur de la Légion d'honneur.

### Formation et début de carrière
Il se forme à l'École Centrale des Arts et Manufactures de Paris (promotion 1905), dont il sort major. 

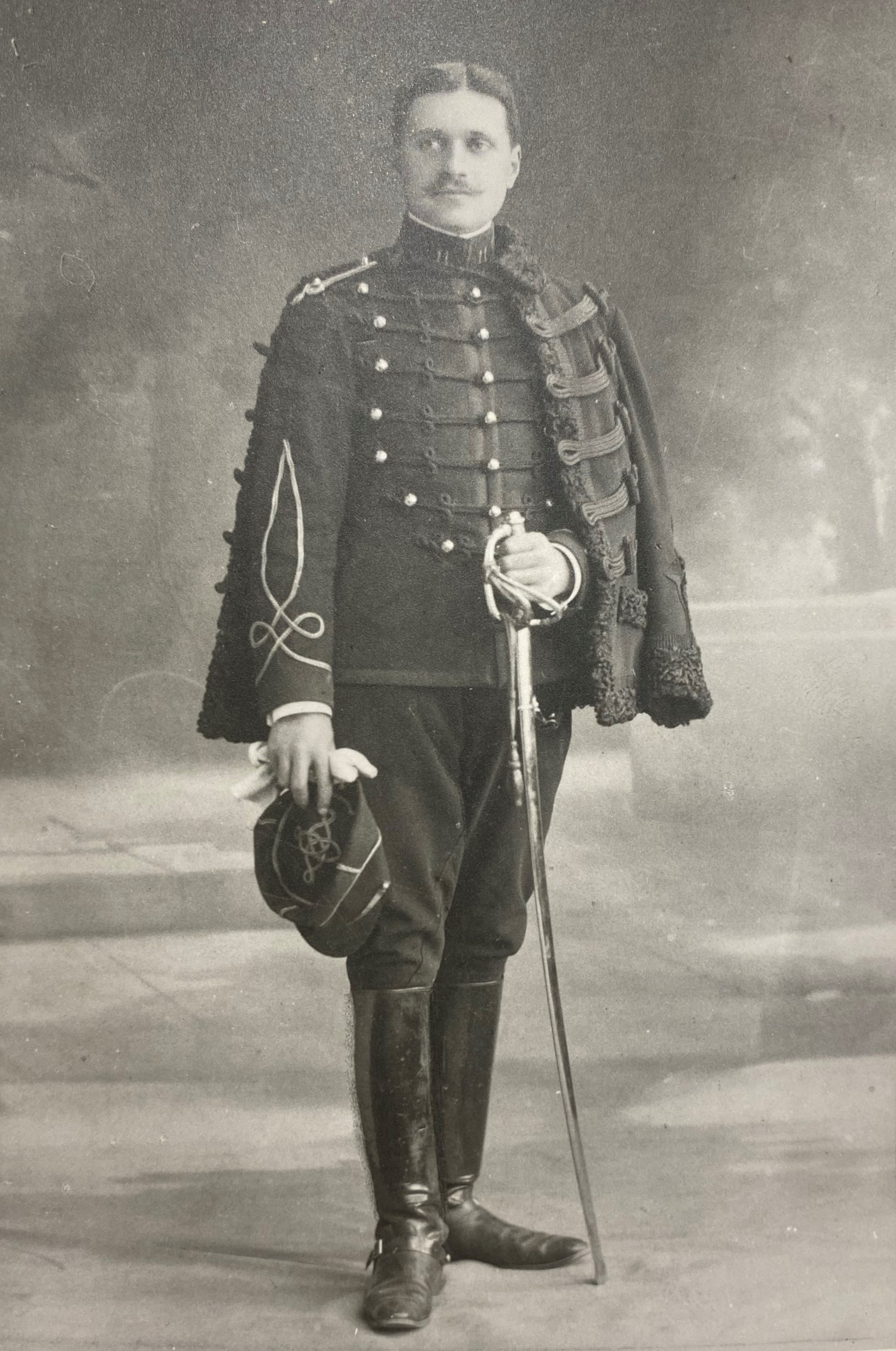
Photo d'Alfred Jacobson pendant son service militaire en sous-lieutenant au 11e régiment d'artillerie de campagne en 1905

 Par ailleurs, il est naturalisé français en 1905,.
Dès 1906 il entre dans la SA Coignet, comme ingénieur au Service des études,.
Il y dirige ensuite les travaux des quais de Saint-Louis du Sénégal (1911), puis participe pendant deux ans à plusieurs constructions tout en étudiant l'emploi du béton en zone tropicale.
A la veille de la Grande guerre il est directeur technique de ladite société.

### Première Guerre mondiale
Alfred Jacobson prend part à la Première guerre mondiale contre l'Allemagne durant toute la durée de la guerre.
Il est d'abord mobilisé en août 1914 comme lieutenant, commandant un poste fixe de D.C.A. du gouvernement militaire de Paris.
En juillet 1915, il est promu capitaine, au même emploi. Sa responsabilité s'accroît à compter de décembre 1915 avec le commandement d'un groupe de D.C.A.
À partir de mai 1916, toujours comme capitaine, il sert successivement dans plusieurs régiments d'artillerie : 13e régiment d'artillerie, 46e régiment d'artillerie (12e batterie), 246e régiment d'artillerie (26e batterie).
D'août 1917 à octobre 1918 il est détaché auprès du corps expéditionnaire américain, comme officier de liaison de la Division Rainbow.
Durant le conflit il participe à diverses batailles : Verdun (la 1re bataille en 1916 et la 2de bataille en 1917), la Somme en 1916, l'Aisne en 1917, l'Argonne en 1918.
Par ailleurs, il essuie quatre blessures de guerre : deux en 1916 par éclat d'obus, deux en 1917 dont une par éclat d'obus et une par gaz.
A compter d'octobre 1918 il quitte le front pour être détaché auprès du ministère de la reconstitution industrielle.
En août 1919 il est désigné pour faire partie de la Commission Militaire Interalliée de Contrôle en Allemagne, avec une promotion au grade de chef d'escadron en septembre 1919.
Son comportement exemplaire durant la Grande Guerre lui vaut la croix de chevalier de la Légion d'honneur (1917) et quatre citations, dont deux à l'ordre de l'armée, ainsi que la Distinguished Service Cross américaine.

### L'entre-deux-guerres
En 1927, il est chef adjoint du cabinet du ministre des pensions.
De retour en Afrique (1928-1932), il préside la Commission de l'équipement au Conseil supérieur des Colonies (1931-1939), puis la Société des ingénieurs civils de France (dès 1936) et l'Association française pour l'avancement des sciences (1936-1939).
Il s'engage politiquement comme candidat aux élections législatives françaises de 1932 à Boulogne-Billancourt (8e circonscription de Saint-Denis, département de la Seine), investi par l'Alliance républicaine Démocratique, et soutenu par les grands partis nationaux. Un autre candidat, Jean Fernand-Laurent, est élu député. Lorsque l'élection est invalidée en 1933, il se porte à nouveau candidat, mais le résultat initial reste inchangé,.

### Seconde Guerre mondiale
Lors de la campagne de France de 1940, lieutenant-colonel, il commande le 13e régiment d'artillerie hippomobile, intégré à la 41e division d'infanterie du général Bridoux. Il combat notamment en Lorraine et sur la Loire.
Blessé à un œil durant les opérations, il refuse de quitter son poste. Encerclé, il est ensuite fait prisonnier le 18 juin 1940 durant le combat d'Ouzouer-sur-Loire (Loiret). Libéré en décembre 1940 pour raison de santé, puis malade, il est promu colonel de réserve en mars 1941, pour être finalement rayé des cadres de l'armée d'armistice à compter du 23 décembre 1941.
Profondément patriote, bien que dégagé de ses obligations militaires, dès son retour dans ses foyers il forme une unité de Résistance (groupe du 13e régiment d'artillerie), affiliée au mouvement Organisation civile et militaire (OCM),,. Son engagement lui vaut la médaille de la Résistance (1947).

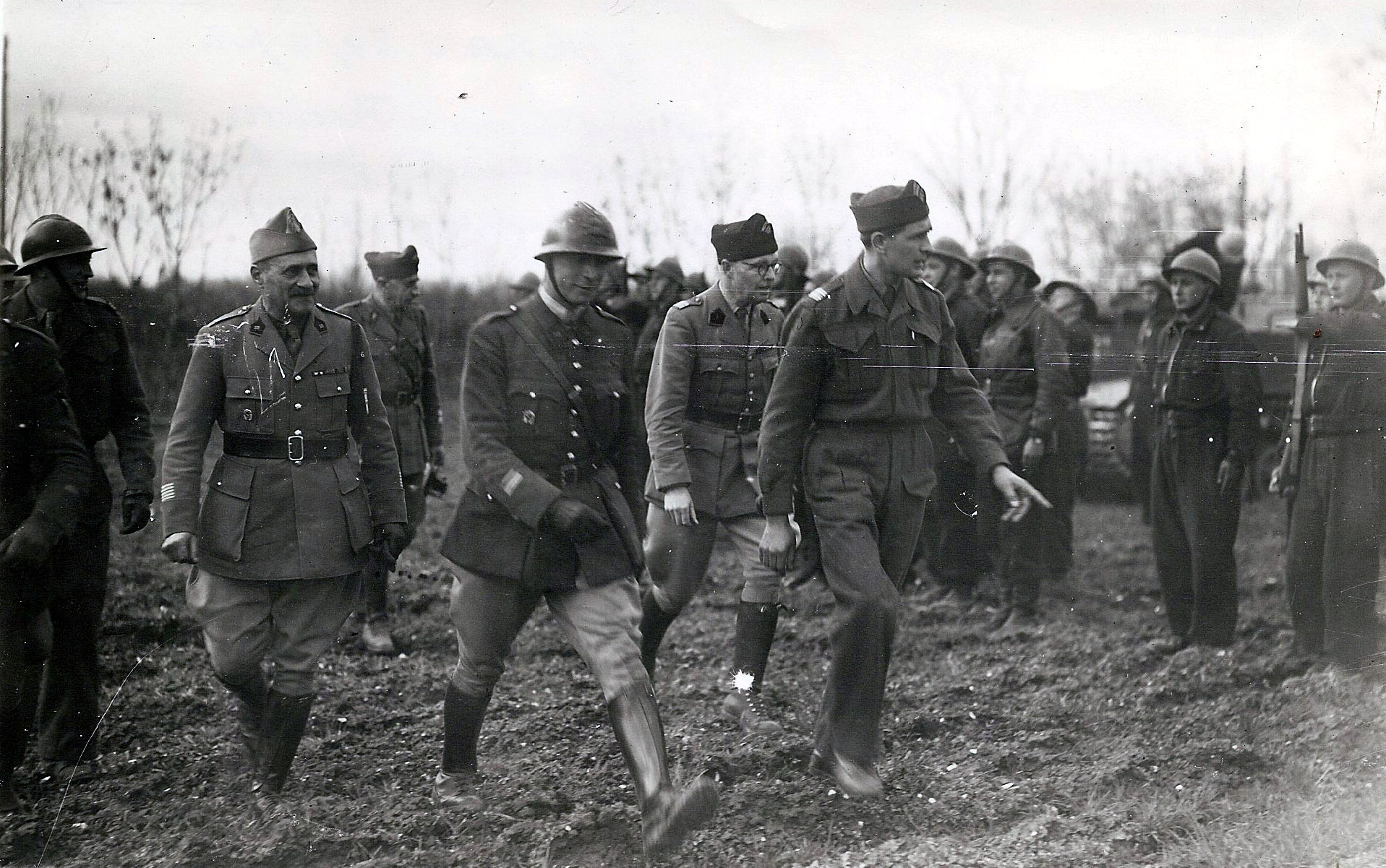
Passage en revue du 12e RA, Forces françaises de l'Ouest, Charente-Maritime, 1945.
De g. à d. : colonel Alfred Jacobson, chef d'escadron Jacques Baratte, colonel Henri Adeline, lieutenant-colonel Georges Moressée

Il reprend l'uniforme et participe aux combats de 1944-1945 de la Libération de la France : à Paris, dans le Morvan puis sur les poches de l'Atlantique (Royan, Pointe de Grave). Sur ce dernier théâtre d'opérations, en tant que colonel, il commande l'artillerie des Forces françaises de l'Ouest (FFO) du général de Larminat, rebaptisées Détachement d'Armée de l'Atlantique (D.A.Atl.) en mars 1945,,.
En septembre 1945 il est démobilisé.
A l'issue du conflit mondial, il est élevé à la dignité de grand officier de la Légion d'honneur (1947) et titulaire de trois citations supplémentaires à l'ordre de l'armée, ainsi que de la Bronze Star Medal américaine.

### Après-guerre
Rendu à la vie civile, il préside la Commission consultative du plan du ministère de la France d'outre-mer (1945) avant d'exercer les fonctions de conseiller de l'Union française (1947-1958).
Membre du Conseil supérieur du FIDES (1948-1958), il préside par ailleurs la Société de géographie commerciale.
Alfred Jacobson est élu membre titulaire de la 3e section de l'Académie des sciences d'outre-mer le 21 avril 1961.
En 1967 il est élevé à la dignité de grand-croix de la Légion d'honneur.

### Mort
Il décède le 6 juillet 1976 dans le 8e arrondissement de Paris à la suite d'une longue maladie.
Il est inhumé au cimetière de Passy dans le 16e arrondissement de Paris.

## Vie privée
Alfred Jacobson se marie en 1re noce avec Charlotte Tourret (vers 1882-1948) en 1917,,,.
Veuf, il se marie en 2de noce avec Jeannine Rodrigue (1920-2013) le 25 mars 1954,.
Il n'a pas de postérité subsistante connue.

## Distinctions

### Décorations
Alfred Jacobson est récipiendaire des décorations suivantes, :
- Grand-croix de la Légion d'honneur à titre militaire (décret du 9 février 1967) remise le 18 février 1967 dans la cour d'honneur de l'hôtel des Invalides par le général de Gaulle ; grand-officier à titre militaire par décret du 12 avril 1947, commandeur à titre civil par décret du 31 décembre 1927, officier à titre civil par arrêté du 4 décembre 1920, chevalier à titre militaire par arrêté du 21 avril 1917.

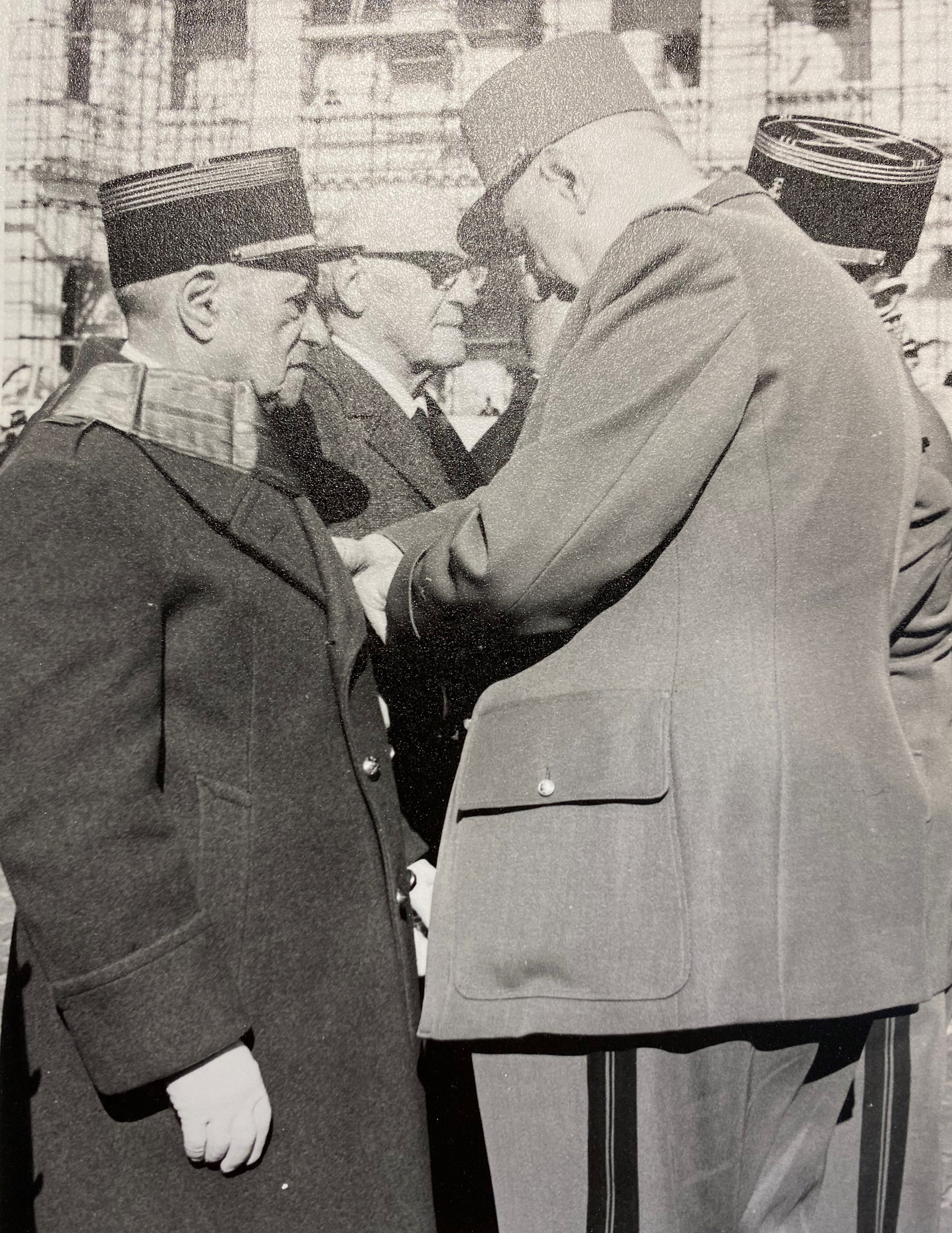
Photo de la remise de la Grand'croix de la Légion d'honneur au colonel (h) Alfred Jacobson par le général de Gaulle (Invalides, 1967)

- Croix de guerre 1914-1918 (4 citations, dont 2 à l'ordre de l'armée)[Note 1],[Note 2]
- Croix de guerre 1939-1945 (5 citations, dont 3 à l'ordre de l'armée)[Note 3]
- Médaille de la Résistance française (décret du 11 mars 1947)[19]
- Officier d'académie (1911)[5]
- Croix du combattant
- Croix du combattant volontaire de la guerre de 1939-1945 (décision du 3 mai 1961)
- Insigne des blessés militaires (5 blessures de guerre : 2 en 1916 par éclat d'obus, 2 en 1917 dont 1 par éclat d'obus et 1 par gaz, 1 en 1940 par éclat d'obus)
- Médaille interalliée de la Victoire
- Médaille commémorative de la guerre 1914-1918
- Médaille commémorative française de la guerre 1939-1945 avec agrafes France et Libération
- Distinguished Service Cross (États-Unis) pour la Première Guerre mondiale (1 citation à l'ordre des Forces expéditionnaires américaines le 17 février 1919)
- Bronze Star Medal (États-Unis) (1945) pour la Seconde Guerre mondiale (1 citation à l'ordre du 6e groupe d'armées des États-Unis)

Il totalise 16 titres de guerre (9 citations françaises, 2 citations américaines, 5 blessures de guerre).

### Prix
- Lauréat du Prix Montyon de l'Académie française (prix littéraire) en 1937 pour son œuvre Des anticipations de Jules Verne aux réalisations d’aujourd'hui[27].

## Hommages
Le général de Gaulle lui exprime l'hommage suivant dans ses Mémoires[réf. souhaitée] : 

« Il a été, par sa bravoure, un magnifique exemple pour ses troupes et a fait preuve des plus hautes vertus de chef. »

Par ailleurs, dans ses Mémoires de guerre il relate :

« Le 14 avril, nos troupes partent à l'assaut, appuyées au sol par les 300 pièces de Jacobson, du ciel par les 100 avions de Corniglion-Molinier, du large par les navires de Rüe. Le Général d'Anselme a le commandement de l'attaque. »

Le général Edgard de Larminat a, de son côté, porté dans ses notes[réf. souhaitée] :

« Les titres du Colonel Jacobson se passent de commentaires. En toutes circonstances, au cours des deux guerres, il a magnifiquement servi son Pays, accumulant actions d'éclat, blessures, services utiles. »

« Commandant d'Artillerie de Détachement d'Armée, qui s'est battu et a vaincu. »

## Publications
- Alfred Jacobson, Les grands ports récents de l'Amérique du Sud, Le Génie civil, 1913.
- Alfred Jacobson, Le rôle de l'ingénieur dans la mise en valeur de la France d'Outre-mer, 1936, 6 pages.
- Alfred Jacobson, A. Antoni, Des anticipations de Jules Verne aux réalisations d’aujourd'hui, J. de Gigord, 1937, 197 pages[29] (prix Montyon décerné par l'Académie française[27]).
- Alfred Jacobson, Parmi nos souvenirs..., 1950, 153 pages.